# Courthouse Wash Pictographs
 (juin 2020).
Pour les articles homonymes, voir Wash.
Les Courthouse Wash Pictographs constituent un site archéologique dans le comté de Grand, dans l'Utah, aux États-Unis. Protégé au sein du parc national des Arches, ce site est inscrit au Registre national des lieux historiques depuis le 1er avril 1976.